# Emanuele Gattelli
Emanuele Gattelli (Roma, 21 dicembre 1953) è un ex calciatore italiano, di ruolo attaccante.

## Carriera

### Giocatore
Emerge dalle serie inferiori grazie al passaggio all'Atalanta, con cui esordisce in Serie B e disputa due stagioni. Passa quindi alla Pistoiese, in Serie C, ottenendo una promozione nel campionato cadetto.
Si trasferisce quindi al Cagliari nel 1978, con il quale conquista la promozione in Serie A, categoria poi mantenuta per altre tre stagioni. Gioca nel Padova nella stagione 1981-1982 di Serie C1 concludendola al 5º posto. Passa al Lecco in Interregionale la stagione successiva nel 1982-83, quindi si trasferisce al Sant'Elena Quartu nella stagione 1983-84 e termina la sua carriera alla Nuorese nel campionato 1984-85.

### Dirigente e Allenatore nel Settore Giovanile
Assume il ruolo di allenatore del settore giovanili per il Sestu dal 1995 al 1999, quindi di Direttore Tecnico per conto della Roma nella Scuola Calcio San Mauro Monserrato di Cagliari per due anni dal 2000 al 2002. Allena i Giovanissimi Regionali del Club San Paolo a Cagliari dal 2005 e nella stagione 2009-10 ritrova il collaboratore che lo aveva affiancato nel periodo della San Mauro. In questa stessa stagione raggiunge i Playoff, sfiorando la qualificazione per le finali Regionali. Nel 2011 lascia l'incarico di allenatore Giovanissimi e la società Club San Paolo, ma viene richiamato dal Gennaio 2013 nel settore Esordienti. Lo stesso anno, nella stagione 2013-14 fonda, insieme ad altri soci, una sua Società di Scuola Calcio, assumendo il ruolo di Presidente Fondatore e Dirigente Allenatore della nuova società di Cagliari Sporting Club Gattelli.
La neonata Scuola Calcio chiude i battenti dopo solo due anni. Dalla stagione 2015 Gattelli accetta nuovamente l'incarico di Allenatore, stavolta presso la San Paolo RVF di Cagliari, dove riassume l'incarico di capo Allenatore dei settori Pulcini e Esordienti.

## Palmarès

### Club

#### Competizioni nazionali
- Campionato italiano Serie C: 1

Pistoiese: 1976-1977